# Милорадович, Михаил Ильич
Михаил Ильич Милорадович (? — 25 сентября 1726) — гадяцкий полковник Войска Запорожского.

## Биография
Сербский род Милорадовичей происходил из Герцеговины.
В русских письменных источниках Милорадович впервые упоминается в 1638 году. В Российском архиве древних актов (РГАДА), в фонде Разрядный приказ имеется "челобитье нововыезжаго иноземца Сербской земли князя Михаила Милорадова о даче ему жалованья". [РГАДА. Ф.210. Оп.12. Д. 93 (7146/1638 г.)]. https://forum.vgd.ru/2160/74317/500.htm?a=stdforum_view&o=
    

В 1711 году по именному указу царя Петра I, через письмо графа Головкина, Михаил Ильич Милорадович был вызван на малороссийскую службу из Сербии. Милорадович был послан вместе с капитаном Иваном Ивановичем Лукачевичем к жителям Черногории с предложением о совместной борьбе против Турции. В грамоте от царя к черногорцам, датированной 3 марта 1711 года, помимо прочего было сказано: 
«противу неприятеля бусурмана с воинством и сильным оружием в средину владетельства его входим, утесненных православных христиан, аще Бог допустит, от поганского его ига освобождать… и тако аще будем единкоупно, кийждо по своей возможности трудиться и за веру воевати, то имя Христово вящше прославится, а поганика Магомета наследницы будут прогнаны в старое их отечество в пески и степи аравийские».
Уходя из Черногории, Милорадович оставил черногорцам грамоту от своего имени, «которая писасе на збору црногорскому на Цетине, априля 16, 1712», и под коей подписался так: «Благочестивого царя Петра Велики полковник и кавалиар Михаил Милорадович», и в этой грамоте обещал Черногории свободу из рук «Великого Царя».

Посольские заслуги Михаила Милорадовича следующим образом изображены в грамоте царя Петра 1718 года: 
«Приняв от нас, Великаго Государя, чин полковничества, ездил к моитенигринским и другим тамошним народам нашея благочестивыя веры, такожь и римскаго закона, возбуждал и поощрял тот народ к принятию оружия против турок, и таким своим верным и ревностным старанием привел в действительную с ними турки войну многое число тех народов и имел под командою своею, знатные над турки военные поиски учинил и тем от большаго наступления на наши, Царскаго Величества и Малой России, турок и татар удержал».
После выполнения задания Петра I и возвращения в Россию Милорадович был щедро вознаграждён — он получил деньгами 500 червонных, украшенный алмазами портрет Петра Великого на Андреевской ленте, для ношения в петлице, кроме этого он получил поместья в Малороссии. В упомянутой выше грамоте Петра I Милорадовичу говорится далее, что Милорадович:
«… не могши уже паки туда возвратиться, бил челом нам, Великому Государю, и всепокорственно просил, дабы ему определить чин, по заслугам его, в Наших малороссийских городах, по которому его прошению, прошедшаго 1715 года июня 10-го повелели Мы, Великий Государь, ему, Михаилу, за оные его Нам, Великому Государю, верныя действительныя оказанныя службы быть Нашего Царскаго Величества Войска Запорожскаго в Гадяцком полку полковником, на место бывшаго тамо полковника, который генеральным судьею, Ивана Чарныша, и о том тогда Наша, Царскаго Величества грамота к подданному Нашему, Войска Запорожскаго обеих сторон Днепра гетману Ивану Ильичу Скоропадскому послана».
С 10 июня 1715 года Михаил Ильич Милорадович был назначен гадяцким полковником Войска Запорожского и занимал этот пост 11 лет, «вызывая жалобы полчан», которых он теснил и мучил, вымогая от них подарки и земельные уступки. Жалобы полчан ни к чему не вели, так как гетман лишен был власти взыскивать с полковника, которого назначил сам царь.
Чарныш, на место которого назначен был Милорадович гадяцким полковником, находясь в родстве с Скоропадским, не хотел добровольно уступить должность новому полковнику, что и вынудило последнего жаловаться на обиды, наносимые ему Чарнышом, и просит о том, «чтобы и когда уже он пожалован чином полковника, чтобы и содержан как прежние полковники, а не так как ныне чинится». В жалобе своей Милорадович говорит, что гетман одну из сотен Гадяцкого полка, — Камышанскую,- «силою хотел взяти и господину Чарнышу отдати, так как в Камышанской Чарныш многие себе подчинил грунты и немалые заводы сделал». Кроме того, Чарныш «явно и публично пред народом бесчестил его срамотне, называючи изменником, плутом, цыганом и шаблером», а подписок, то есть помощник писаря, говорил, что если «он, Милорадович, изменил одному, то и Государю изменить может». По этому делу канцлер князь Головкин ответил Скоропадскому, хлопотавшему за Чарныша, что «отменить Царскаго Величества Указу не можно», и Милорадович получил своё. В 1718 году Милорадович сопровождал «вместе с прочею казацкою старшиною» гетмана Скоропадского в Москву, где с прочими малороссиянами присутствовал при суде над царевичем Алексеем. Известно, что одна только малороссийская старшина имела мужество отказать царю в одобрении приговора над судимым и отреклась от подписания его.
В 1723 году Милорадович был выслан из Малороссии с пятью тысячами казаков на Ладогу, по приказанию Петра, рыть каналы. В том же году Михаил Ильич, вместе с полковником Лубенским, Апостолом вернулись из-под Коломака, куда ходили они для охранения границы от татар и турок. Возвратясь с полком на родину, Милорадович и Апостол были вытребованы в Петербург по делу Павла Полуботка и посажены в крепость, где их допрашивали и томили до самой смерти Петра I.
В 1725 году, по вступлении на престол Екатерины, оба они были освобождены, получили обратно свои поместья и полки. Через два года после этого Михаил Ильич Милорадович умер в Малороссии.

## Семья
- Братья — Александр, Гавриил.
- Жены — первая неизвестная умершая в Сербии, вторая — дочь генерального есаула Бутовича Ульяна Степановна Бутович.
- Сын, Степан Михайлович Милорадович, был бунчуковым товарищем и от брака с дочерью Михаила Гамалеи имел шестерых сыновей.